# 瑙拉特
瑙拉特是德国莱茵兰-普法尔茨州的一个市镇。总面积5.60平方公里，总人口231人，其中男性119人，女性112人（2011年12月31日），人口密度41人/平方公里。